# 하기와라역 (아이치현)
하기와라역(일본어: 萩原駅)은 일본 아이치현 이치노미야시에 위치한 나고야 철도 비사이선의 철도역이다. 역 번호는 BS 09이며, 상대식 승강장 2면 2선의 구조를 갖춘 지상역이다.

## 타는 곳
| 1 | ■ 비사이 선 | 하행 | 메이테쓰이치노미야 방면 |
| 2 | ■ 비사이 선 | 상행 | 모리카미 · 쓰시마 방면  |

## 이용 현황
- 2013년 기준 : 2,566명

## 역 주변
- 국도 제155호선
- 아이치 현 이치노미야 시청 하기와라마치 출장소

## 인접 역
| 나고야 철도 비사이선     | 나고야 철도 비사이선 | 나고야 철도 비사이선       |
| ------------------------ | -------------------- | -------------------------- |
| BS 08 다마노 야토미 방면 | ■ 비사이선           | 후타고 BS 10 다마노이 방면 |